# Elymus plurinervis
Elymus plurinervis är en gräsart som först beskrevs av Joyce Winifred Vickery, och fick sitt nu gällande namn av Henry Eamonn Connor. Elymus plurinervis ingår i släktet elmar, och familjen gräs. Inga underarter finns listade i Catalogue of Life.